# Ardengo Soffici
Ardengo Soffici (Rignano sull’ Arno, 7 april 1879 – Forte dei Marmi, 12 augustus 1964) was een Italiaanse schrijver en schilder. Hij schreef onder andere voor de futuristische tijdschriften La Voce en Lacerba.

## Leven
In 1892 – 1893 (bronnen geven verschillend jaartal weer) verhuisde Ardengo Soffici met zijn ouders naar Florence. Daar startte hij in 1897 zijn opleiding aan de kunstacademie Fattori all'Accademia di Belle Arti di Firenze. Ondertussen werkte hij voor enkele tijdschriften als schrijver en illustrator. In 1900 reisde de kunstenaar naar Parijs om de wereldtentoonstelling bij te wonen. Hij bleef in Parijs wonen en kwam daar in contact met onder anderen Pablo Picasso, Juan Gris en Georges Braque. Tot in 1907 bleef Ardengo Soffici in de Franse hoofdstad wonen. Intussen werkte hij als kunstenaar en kunstcriticus.
Toen hij terugkeerde naar Italië, schreef hij over zijn leven in Parijs in het tijdschrift La Voce (Ardengo Soffici was overigens medestichter van dit tijdschrift). Terug in Italië vestigde de kunstenaar zich in Poggio a Caiano, dicht bij Florence, waar hij bleef wonen tot zijn dood. Soffici werd vaak beschreven als een intelligent man met brede interesses. Hij schreef dan ook veel artikels over moderne kunst voor het tijdschrift La Voce, wat niet altijd onopgemerkt bleef. Na zijn bezoek aan een tentoonstelling over futuristische en vrije kunst in Milaan (Esposizione d'Arte Libera), schreef hij hierover een negatieve beoordeling in La Voce. De toenmalige ‘leidende’ Milanese futuristen, Marinetti, Boccioni en Carrà, waren hier niet blij mee. Daarom reisden ze naar Florence. Daar ontstond in het Caffè Giubbi Rosse een handgemeen tussen hen en de redactie van La Voce.
Niet veel later (in 1912) publiceerde Soffici een nieuw artikel, waarin hij zijn visie over het futurisme weerlegde als ‘een positieve vernieuwende stroming’. Hiermee verzoende hij zich met het futurisme. In 1913 besloot Soffici om niet meer voor La Voce te werken en richtte een nieuw tijdschrift op dat vooral gericht wordt op cultuur en kunst. Dit tijdschrift kreeg de naam ‘Lacerba’. Daarin wordt onder andere geformuleerd dat het futurisme de zaken verzoent wat het impressionisme en het kubisme eerder niet konden. Toch bleef de sfeer tussen de Milaanse en de Florentijnse futuristen wat tegenstrijdig. In de periode 1913-1914 experimenteerde Soffici met diverse stijlen. Toen er tussen 1914 en 1915 conflicten ontstonden tussen de futuristen die meewerkten aan Lacerba, werd er besloten het tijdschrift niet meer uit te geven. Deze vete heeft het werk van Ardengo Soffici in zekere zin beïnvloed (zie ‘Soffici’s werk’).
Toen de Eerste Wereldoorlog uitbrak, trad Soffici in dienst. Na zijn dienst keerde hij het futurisme enigszins de rug toe en vertoonde zijn werk eerder een voorkeur voor de Toscaanse traditie. Landschappen, stillevens en landelijke taferelen kwamen dus vaker voor. In 1922 werd de eerste monografie over Soffici gepubliceerd door Carrà, een bevriend kunstenaar van Soffici. Ardengo Soffici liep in de jaren ‘20 niet zo hoog op met Amerika. Hij beschreef het land als vals en noemt het succes als ‘voorbijgaand’. Volgens hem brak het land de schoonheid en de spiritualiteit die rond kunst hangt af. Ook het volk dat in Amerika woont, werd door de kunstenaar eerder negatief bekeken. Zijn meningen neigen meer naar de fascistische kant, waarbij (volgens Soffici) Italië zich recht tegenover Amerika diende te positioneren. Op 85-jarige leeftijd overleed Ardengo Soffici in Forte dei Marmi.

## Soffici’s werk
Soffici bracht samen met Giovanni Papini op 1 januari 1913 het eerste nummer van Lacerba uit. Hierdoor kreeg het futurisme er een belangrijk medium bij. Zoals hierboven reeds vermeld, ontstond er in 1914 een conflict op de redactie van Lacerba. Na de verzoening met de Milanese futuristen Carrà, Boccioni en Marinetti, werkt Soffici (en daarmee ook Lacerba) nauw met hen samen. In 1914 werden de gemoederen echter wat grimmiger. De manier waarop Marinetti zijn mening uitte, wekte nogal wat ongenoegen op. Papini wees het maken van collagekunstwerken af, terwijl dit op dat moment een geliefd genre was bij de futuristen. Uiteindelijk werd Lacerba vanaf 1915 niet meer uitgegeven.
In deze sfeer maakte Soffici zijn ‘Compositie met ‘Lacerba’’. Een fles, peer, glas, tafel en het woord ‘Lacerba’ pronken op het doek. Stilistisch gezien neigt het kunstwerk meer naar het kubisme, terwijl het woord ‘Lacerba’ meer verwijst naar de werkelijkheid rond het tijdschrift (dat heel regelmatig het futurisme onder de loep nam). De werkelijkheid werd overigens geabstraheerd, door de titel van Lacerba in een ander lettertype weer te geven en door hem op te splitsen. Deze opsplitsing toonde overigens de onenigheid op de redactie weer.
- Bibsys: 90372834
- Biblioteca Nacional de España: XX1443348
- Bibliothèque nationale de France: cb120589404 (data)
- CiNii: DA05436579
- Digitale Bibliotheek voor de Nederlandse Letteren: soff001
- Gemeinsame Normdatei: 118797905
- International Standard Name Identifier: 0000 0001 2127 3057
- Library of Congress Control Number: n79039752
- Nationale bibliotheek van Australië: 35692256
- Nationale Bibliotheek van Israël: 987007277658105171
- Nationale en Universitaire bibliotheek Zagreb: 000322274
- Nederlandse Thesaurus van Auteursnamen: 068786840
- Réseau des bibliothèques de Suisse occidentale: 02-A003846687
- RKD-Nederlands Instituut voor Kunstgeschiedenis: 251562
- Istituto Centrale per il Catalogo Unico: CFIV004964
- SNAC: w60g7bdt
- Système universitaire de documentation: 028836073
- Trove: 1044864
- Union List of Artist Names: 500020816
- Virtual International Authority File: 34478013
- WorldCat: E39PBJxRBvBCjTwHKVTxGv9bh3